# Філіпі Тейшейра
Філі́пі де Андра́ді Тейше́йра (порт. Filipe de Andrade Teixeira; * 2 жовтня 1980, Париж, Франція) — португальський футболіст, півзахисник клубу «Астра». 

## Кар'єра
Розпочав професійні футбольні виступи 1998 року у клубі однієї з португальських регіональних ліг «Фелгейраші». 2001 року перейшов до складу представника французької Ліги 2 клубу «Істр». Гра молодого півзахисника зацікавила тренерський штаб одного з грандів французького футболу клубу «Парі Сен-Жермен», до якого гравець приєднався у 2002. 
Не зміг закріпитися у паризькому клубі і сезон 2003—2004 провів в оренді у представнику португальської Прімейри клубі «Уніан Лейрія». Після повернення до «ПСЖ» знову мав проблеми з потраплянням до основного складу і врешті-решт 2005 року перейшов до іншої команди португальського елітного дивізіону коїмбрської «Академіки», у складі якої відіграв наступні два сезони.
2007 року переїхав до Англії, приєднавшись до складу клубу «Вест-Бромвіч Альбіон», разом з яким у своєму дебютному сезоні на Британських островах здобув перемогу у другому за ієрархією Чемпіонаті Футбольної Ліги, здобувши право виступати в англійській Прем'єр-лізі. Наступного сезону клуб зайняв останнє місце в елітному дивізіоні Англії і повернувся до другої за ієрархією ліги країни. 
Навесні 2010 року грав на умовах оренди в іншій команді англійського Чемпіонату Футбольної Ліги «Барнслі», а у червні того ж року приєднався до складу представника української Прем'єр-ліги донецького «Металурга». У складі донецької команди дебютував 9 липня 2010, вийшовши на заміну у першому ж матчі команди в сезоні 2010—2011, грі проти маріупольського «Іллічівця» (нічия 1:1). Протягом осінньої частини першості взяв участь у 7 іграх чемпіонату, здебільшого виходячи на заміну. 
На початку 2011 року на правах оренди перейшов до румунського клубу «Брашов».

## Титули і досягнення
- Володар Кубка Франції (1):

ПСЖ:  2003-04
- Володар Кубка Румунії (1):

«Астра»:  2013–14
- Чемпіон Румунії (1):

«Астра»: 2015-16
- Володар Суперкубка Румунії (1):

«Астра»: 2016
- Чемпіон Європи (U-18): 1999